# Egemone (divinità)
Nella mitologia greca Egemone (in greco antico: Ἡγεμόνη?) o Egemona era la divinità greca delle piante; le veniva attribuita la capacità di farle fiorire e prosperare. Il suo nome significa potere.
Secondo Pausania, il nome di Egemone era uno dei nomi attribuiti ad Artemide.
Egemona era, secondo gli ateniesi, una "grazia".

## Interpretazione e realtà storica
Mentre Omero parla di due sole grazie e lo stesso fecero gli ateniesi cambiando però il nome. Soltanto successivamente furono portate a tre, ed infatti ancora oggi sono note tre Grazie.